# Iraca

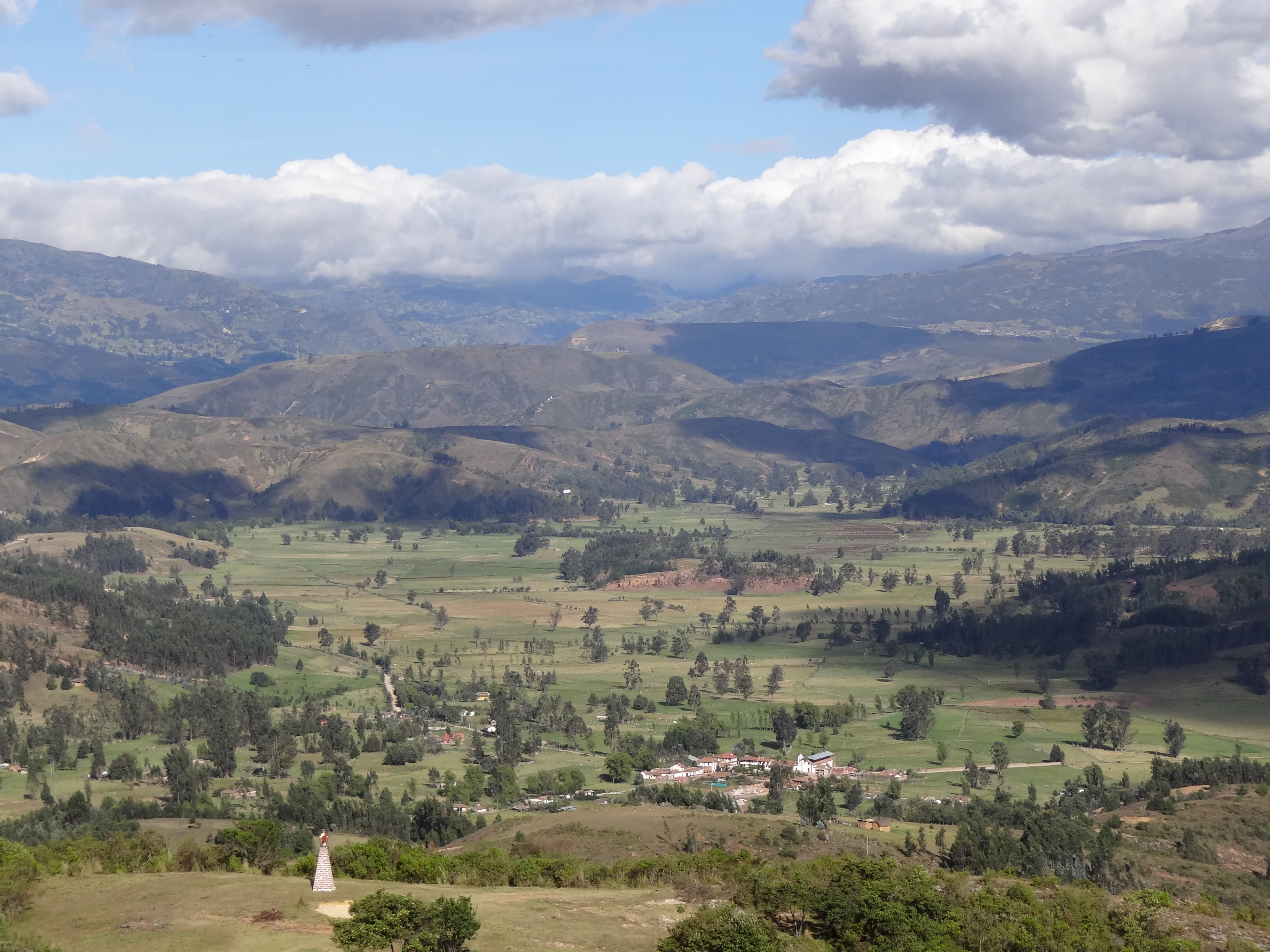
Vista panorámica del valle y población de Tobasía, ubicado en Floresta, Boyacá

Iraca fue uno de los cinco estados pertenecientes a la  Confederación muisca al arribo de los españoles a la región. Se encontraba en el territorio de la actual Provincia de Sugamuxi, departamento de Boyacá. A pesar de ser administrativamente un Zybyn (territorio de nivel intermedio), se le concedía amplia autonomía pues su capital era Suamox (Sogamoso), ciudad sagrada para los muiscas donde se hallaba el Templo de Xuá; santuario de culto al sol con especial derroche de riquezas que fue incendiado por los conquistadores. En ella residía el Chyquy de Iraca, su jefe máximo y especie de sacerdote supremo muy consultado por los demás muiscas.

## Historia
Dice Juan Valera: 

"Entre los chibchas, los sacrificios humanos eran pocos. El principal no sé si el único, era el del gruesa, niño que criaba un con esmero y regalo para que a los quince años llevase a la luna el respetuosamente mensaje de las oraciones del pueblo. Con este fin, le paseaban en devota procesión; bailaban y cantaban, disfrazados los sacerdotes de sapos y de otros animales simbólicos; y luego ataban al niño a un poste, le acribillaban a flechazos, le arrancaban el corazón y recogían la sangre en vasos de oro. 

Fuera de este desahogo a lo divino, los chibchas, aunque valerosos en la guerra, cuando la necesidad les obligaba a guerrear, eran de natural generoso y dulce. 

Tenían leyes muy justas. Las potestades, espiritual y temporal, estaban separadas entre ellos. Ejercía la espiritual uno a manera de Sumo Pontífice que residía en  Iraca , donde tenía grande y rico suntuario. Llamábanle Sugamuxi, que significa el encubierto o desaparecido, porque representaba en la Tierra a Bochica o Idacansás, profeta y legislador celestial, fundador de la civilización de los chibchas, quien, a su desaparición o a su muerte, dejó establecido aquel pontificado. El pontífice o Sugamuxi subía por elección a su elevada silla."

Se cree que el civilizador de los muiscas, Nemqueteba, Chimizapagua o Bochica se habría asentado en este territorio en épocas antiguas, razón por la que todos los caciques de Suamox eran sus sucesores. Se estableció que el Iraca no fuera hereditario sino electivo, escogido alternativamente entre originarios de Firavitoba y de Tobasía. Los electores eran los zybintyba de Pesca, Busbanzá, Gámeza y Toca y en caso de empate o discordia, votaba el cacique Tundama.
El Iraca era sacerdote del Templo del Sol, chamán,Ġ Chyquy con poder recibido de Idacansás para controlar el clima y tratar las enfermedades y a la vez era un Psihipqua, jefe político y militar. Los jefes eran respetados y temidos por todos los demás caciques muiscas. Militarmente parecen haber sido aliados de los zaques en contra de los zipas, pero el último gobernante, Sugamuxi, abogó por la paz. Al igual que todos los muiscas, comerciaban con los pueblos Guanes del norte.  
Don Pío Baroja recuerda la destrucción del Templo del Sol situado en Sogamoso, principal asentamiento de Iraca, al referirse a los antiguos mapas españoles:

"En estos mapas el mar se simbolizaba con una ballena echando un surtidor de agua, un galeón y varios delfines; los pueblos, por casitas; los montes, por árboles, y los países salvajes, por indios con plumas en la cabeza, un arco y una flecha. Había, también, planos para indicar las corrientes y los vientos, y dibujos de sondas, brújulas primitivas y astrolabios. 
Todo el libro se reducía a una serie de narraciones de aventuras marítimas y terrestres. 
Mi tía Úrsula se calaba las antiparras y leía con gran detenimiento alguno de estos relatos, y los comentaba. 

La mayoría eran breves y estaban redactados en una forma tan amanerada que yo no me enteraba de su sentido. De las más entretenidas era la historia de Domingo de Aguirre, llamado el Vascongado, que formó parte en la expedición de Gonzalo Jiménez de Quesada, cuando la conquista de América. Domingo de Aguire presenció el incendio de  Iraca , que debió de tener mucha importancia a juzgar por sus descripciones."

## Gobernantes de Iraca
- Idacanzas (siglo XIV) Su nombre significa "Luz Grande de La Tierra". Conocedor de la naturaleza y premonitor de eventos muy respetado por todas las autoridades Chibchas.
- Nompanim( † antes de 1514) Aliado militar del zaque.
- Sugamuxi ( † 1539) Se hallaba gobernando a la llegada de los españoles.

## Territorio
El Zybyn sagrado de Iraca comprendía las Utas de Sogamoso, Gámeza, Firavitoba, Busbanzá, Toca, Pesca, Pisba, Tópaga y algunas más.